# David Warsofsky
David Matthew Warsofsky, född 30 maj 1990, är en amerikansk före detta professionell ishockeyback. Han spelade senast för Augsburger Panther i Deutsche Eishockey Liga (DEL) och tidigare i National Hockey League (NHL) för Boston Bruins, Pittsburgh Penguins, New Jersey Devils och Colorado Avalanche. Warsofsky valdes i fjärde rundan som 95:e spelaren totalt av St. Louis Blues vid NHL Entry Draft 2008.
Han är bror till Ryan Warsofsky som är huvudtränare för San Jose Sharks.

## Statistik

### Klubbkarriär
| 2005–06    | Cushing Academy                | HS-MA      | 36 | 8  | 26 | 34 | 28 | —  | — | — | — | — |
| 2006–07    | Cushing Academy                | HS-MA      | 29 | 15 | 34 | 49 | 55 | —  | — | — | — | — |
| 2007–08    | U.S. National Development Team | NAHL       | 15 | 4  | 2  | 6  | 8  | —  | — | — | — | — |
| 2008–09    | Boston University              | HE         | 45 | 3  | 20 | 23 | 28 | —  | — | — | — | — |
| 2009–10    | Boston University              | HE         | 34 | 12 | 11 | 23 | 48 | —  | — | — | — | — |
| 2010–11    | Boston University              | HE         | 34 | 7  | 15 | 22 | 46 | —  | — | — | — | — |
| 2010–11    | Providence Bruins              | AHL        | 10 | 0  | 3  | 3  | 6  | —  | — | — | — | — |
| 2011–12    | Providence Bruins              | AHL        | 66 | 5  | 24 | 29 | 18 | —  | — | — | — | — |
| 2012–13    | Providence Bruins              | AHL        | 58 | 3  | 13 | 16 | 17 | 12 | 0 | 3 | 3 | 0 |
| 2013–14    | Providence Bruins              | AHL        | 56 | 6  | 26 | 32 | 11 | 12 | 2 | 7 | 9 | 2 |
| 2013–14    | Boston Bruins                  | NHL        | 6  | 1  | 1  | 2  | 0  | —  | — | — | — | — |
| 2014–15    | Providence Bruins              | AHL        | 40 | 4  | 11 | 15 | 20 | 5  | 0 | 1 | 1 | 0 |
| 2014–15    | Boston Bruins                  | NHL        | 4  | 0  | 1  | 1  | 0  | —  | — | — | — | — |
| 2015–16    | Wilkes-Barre/Scranton Penguins | AHL        | 17 | 2  | 4  | 6  | 6  | —  | — | — | — | — |
| 2015–16    | Pittsburgh Penguins            | NHL        | 12 | 1  | 0  | 1  | 0  | —  | — | — | — | — |
| 2015–16    | New Jersey Devils              | NHL        | 10 | 0  | 1  | 1  | 2  | —  | — | — | — | — |
| 2016–17    | Wilkes-Barre/Scranton Penguins | AHL        | 58 | 16 | 31 | 47 | 32 | 5  | 3 | 3 | 6 | 0 |
| 2016–17    | Pittsburgh Penguins            | NHL        | 7  | 0  | 1  | 1  | 6  | —  | — | — | — | — |
| 2017–18    | San Antonio Rampage            | AHL        | 47 | 4  | 16 | 20 | 24 | —  | — | — | — | — |
| 2017–18    | Colorado Avalanche             | NHL        | 16 | 0  | 5  | 5  | 0  | 4  | 0 | 0 | 0 | 2 |
| 2018–19    | Colorado Eagles                | AHL        | 51 | 5  | 27 | 32 | 48 | 4  | 1 | 1 | 2 | 0 |
| 2019–20    | Wilkes-Barre/Scranton Penguins | AHL        | 51 | 10 | 23 | 33 | 49 | —  | — | — | — | — |
| 2020–21    | Chicago Wolves                 | AHL        | 22 | 2  | 17 | 19 | 16 | —  | — | — | — | — |
| 2021–22    | ERC Ingolstadt                 | DEL        | 45 | 9  | 19 | 28 | 18 | —  | — | — | — | — |
| 2022–23    | Augsburger Panther             | DEL        | 36 | 8  | 13 | 21 | 34 | —  | — | — | — | — |
| 2023–24    | Augsburger Panther             | DEL        | 3  | 0  | 0  | 0  | 4  | —  | — | — | — | — |
| NHL totalt | NHL totalt                     | NHL totalt | 55 | 2  | 9  | 11 | 8  | 4  | 0 | 0 | 0 | 2 |

### Internationellt
| År            | Lag           | Turnering     | Resultat      |    | Matcher | Mål | Assist | Poäng | Utv |
| ------------- | ------------- | ------------- | ------------- | -- | ------- | --- | ------ | ----- | --- |
| 2008          | USA           | U18           | 3             | 7  | 0       | 7   | 7      | 8     |     |
| 2010          | USA           | JVM           | 1             | 7  | 0       | 2   | 2      | 6     |     |
| 2016          | USA           | VM            | 4:a           | 10 | 1       | 4   | 5      | 2     |     |
| 2022          | USA           | OS            | 5:a           | 4  | 0       | 0   | 0      | 0     |     |
| Junior totalt | Junior totalt | Junior totalt | Junior totalt | 14 | 0       | 9   | 9      | 14    |     |
| Senior totalt | Senior totalt | Senior totalt | Senior totalt | 14 | 1       | 4   | 5      | 2     |     |